# Synagoge in der Josefstadt
Die Synagoge in der Josefstadt (rumänisch Sinagoga din Iosefin) ist eine Synagoge in der Strada Iuliu Maniu Nr. 55 im IV. Bezirk Iosefin (deutsch Josefstadt) der westrumänischen Stadt Timișoara (deutsch Temeswar).

## Geschichte
Die Synagoge wurde 1895 im maurischen Stil erbaut. Sie ist zurzeit die einzige aktive der drei großen Synagogen der noch in Timișoara lebenden Juden. Bei der Volkszählung von 2002 wurden 367 jüdische Bewohner in der Stadt ermittelt. Die Gemeinde gehört zur Glaubensrichtung des neologen Judentums. Im Hof der Synagoge wurden eine Grundschule und ein Kindergarten betrieben.
Siehe auch: Judentum in Timișoara